# Josef Altstötter
Josef Altstötter (4 de enero de 1892 Bad Griesbach (Rottal) , Baja Baviera - 13 de noviembre de 1979, Núremberg ) fue un alto funcionario del Ministerio de Justicia alemán bajo el régimen nazi. Después de la Segunda Guerra Mundial, fue juzgado por el Tribunal Militar de Nurémberg como acusado en el Juicio de los jueces, donde fue absuelto de los cargos más graves, pero fue declarado culpable de un cargo menor de pertenencia a una organización criminal (las SS).